# Ascomycota (classification phylogénétique)
Cette page a pour objet de présenter un arbre phylogénétique des Ascomycota (Ascomycètes), c'est-à-dire un cladogramme mettant en lumière les relations de parenté existant entre leurs différents groupes (ou taxa), telles que les dernières analyses reconnues les proposent. Ce n'est qu'une possibilité, et les principaux débats qui subsistent au sein de la communauté scientifique sont brièvement présentés ci-dessous, avant la bibliographie.

## Arbre phylogénétique
Le cladogramme présenté ici ne possède qu'une valeur indicative. Il n'est pas forcément consensuel, et on peut toujours se référer à la bibliographie au bas de l'article.
Le symbole ▲ renvoie à la partie immédiatement supérieure de l'arbre phylogénétique du vivant. Le signe ► renvoie à la classification phylogénétique du groupe considéré. Tout nœud de l'arbre portant plus de deux branches montre une indétermination de la phylogénie interne du groupe considéré.
Les habitudes typographiques des botanistes et des zoologistes sont différentes. Ici, par commodité de lecture, et certains groupes actuels relevant des deux domaines traditionnels, les noms de taxons supérieurs au genre sont tous écrits en caractères droits, les noms de genres ou d'espèces en italiques.
À la suite d'un taxon, sa période d'apparition, quand elle est connue, peut être indiquée suivant la légende suivante :
(Plé) : Pléistocène ; (Pli) : Pliocène ; (Mio) : Miocène ; (Oli) : Oligocène ; (Éoc) : Éocène ; (Pal) : Paléocène ; (Cré) : Crétacé ; (Jur) : Jurassique ; (Tri) : Trias ; (Per) : Permien ; (Car) : Carbonifère ; (Dév) : Dévonien ; (Sil) : Silurien ; (Ord) : Ordovicien ; (Camb) : Cambrien ; (Edi) : Édiacarien. Pour plus de précision si possible, (-) : inférieur ; (~) : moyen ; (+) : supérieur.

```
▲

└─o 
Ascomycota

  ├─o 
Taphrinomycotina

  │ ├─o 
Archaeorhizomycetes
 ou 
Archaeorhizomycetales

  │ ├─o 
Neolectomycetes

  │ └─o
  │   ├─o
  │   │ ├─o 
Pneumocystidomycetes

  │   │ └─o 
Schizosaccharomycetes

  │   └─o 
Taphrinomycetes

  └─o 
Saccharomyceta

    ├─o 
Saccharomycotina
 ou 
Saccharomycetes

    └─o 
Pezizomycotina

      ├─o 
Pezizomycetes

      └─o
        ├─o 
Orbiliomycetes

        └─o 
Leotiomyceta

          ├─o 
Geoglossomycetes

          └─o
            ├─o 
Sordariomyceta

            │ ├─o 
Leotiomycetes

            │ └─o
            │   ├─o 
Laboulbeniomycetes

            │   └─o 
Sordariomycetes

            └─o
              ├─o 
Lichinomycetes

              └─o
                ├─o 
Dothideomyceta

                │ ├─o 
Arthoniomycetes

                │ └─o 
Dothideomycetes

                └─o 
                  ├─o 
Eurotiomycetes

                  └─o 
Lecanoromycetes
```

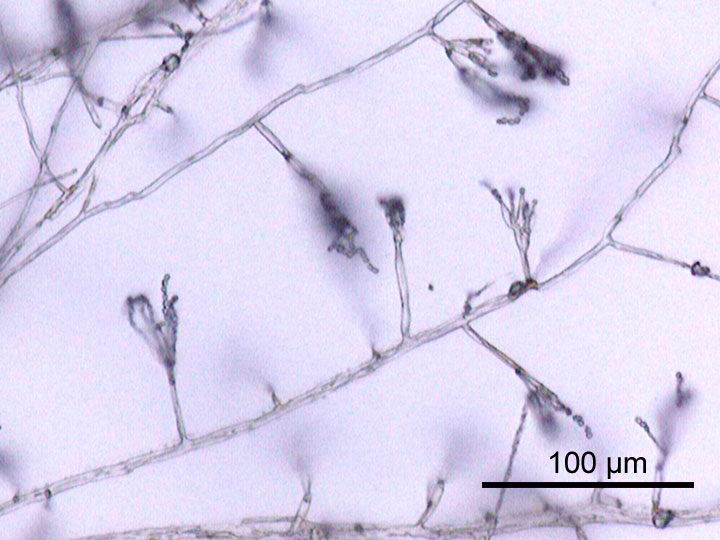
Penicillium sp. (Euascomycetes, Eurotiales, Trichomaceae)
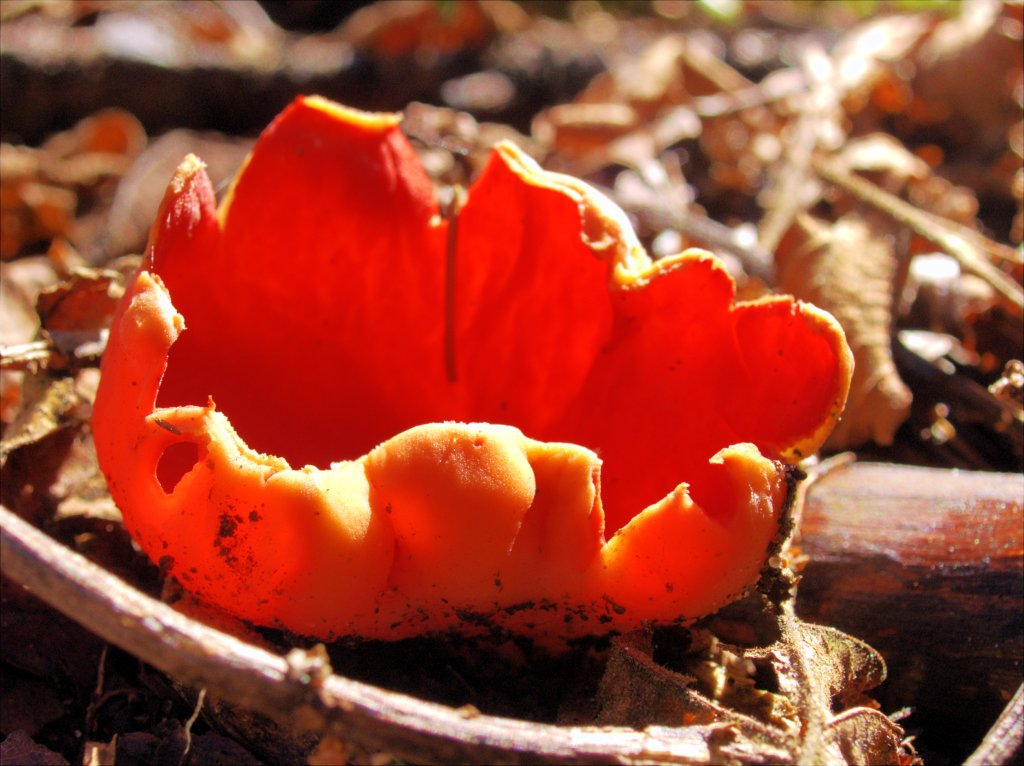
Sarcoscypha coccinea (Ascomycetes, Sarcoscyphaceae)
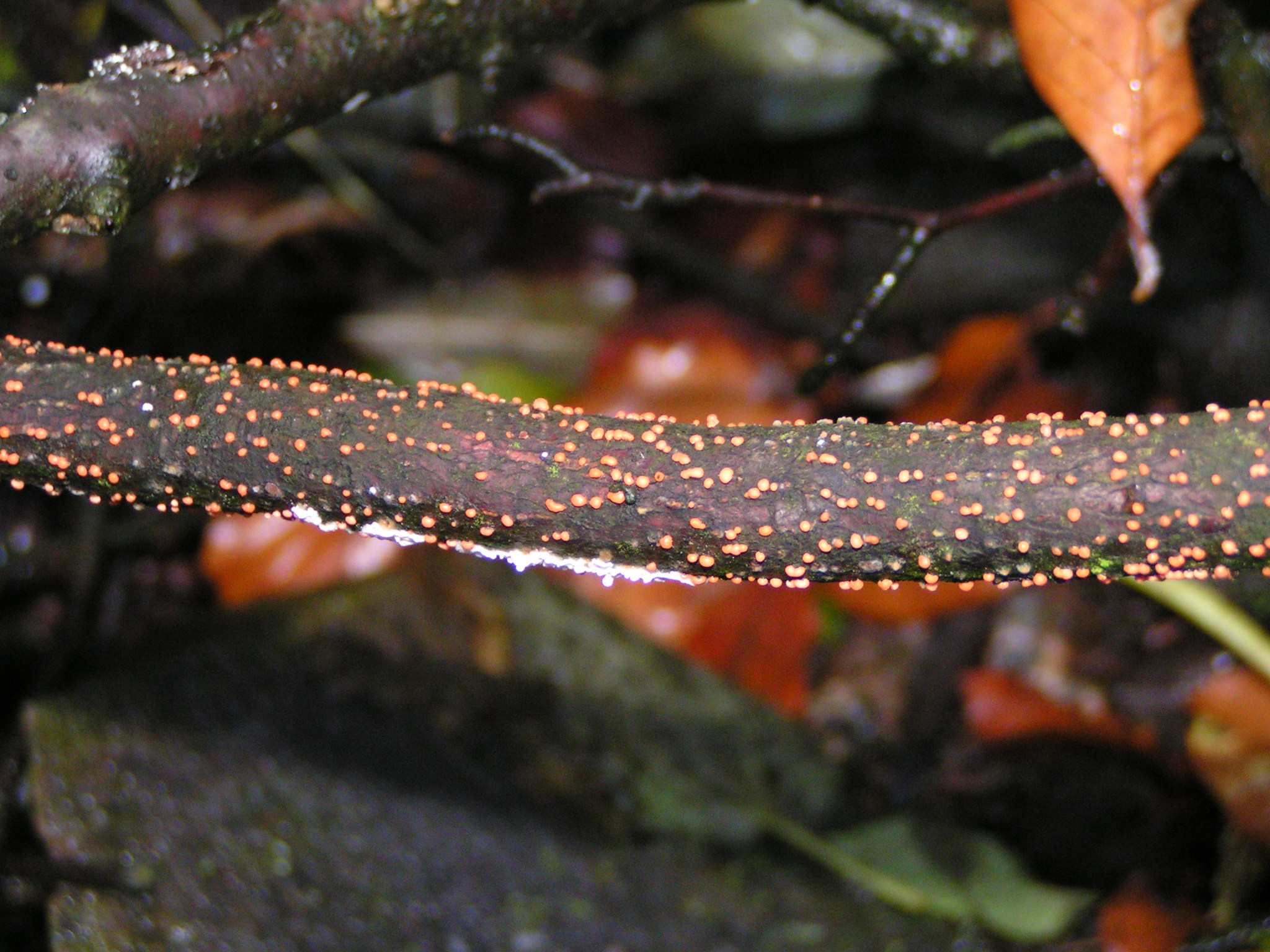
Nectria cinnabarina (Ascomycetes)
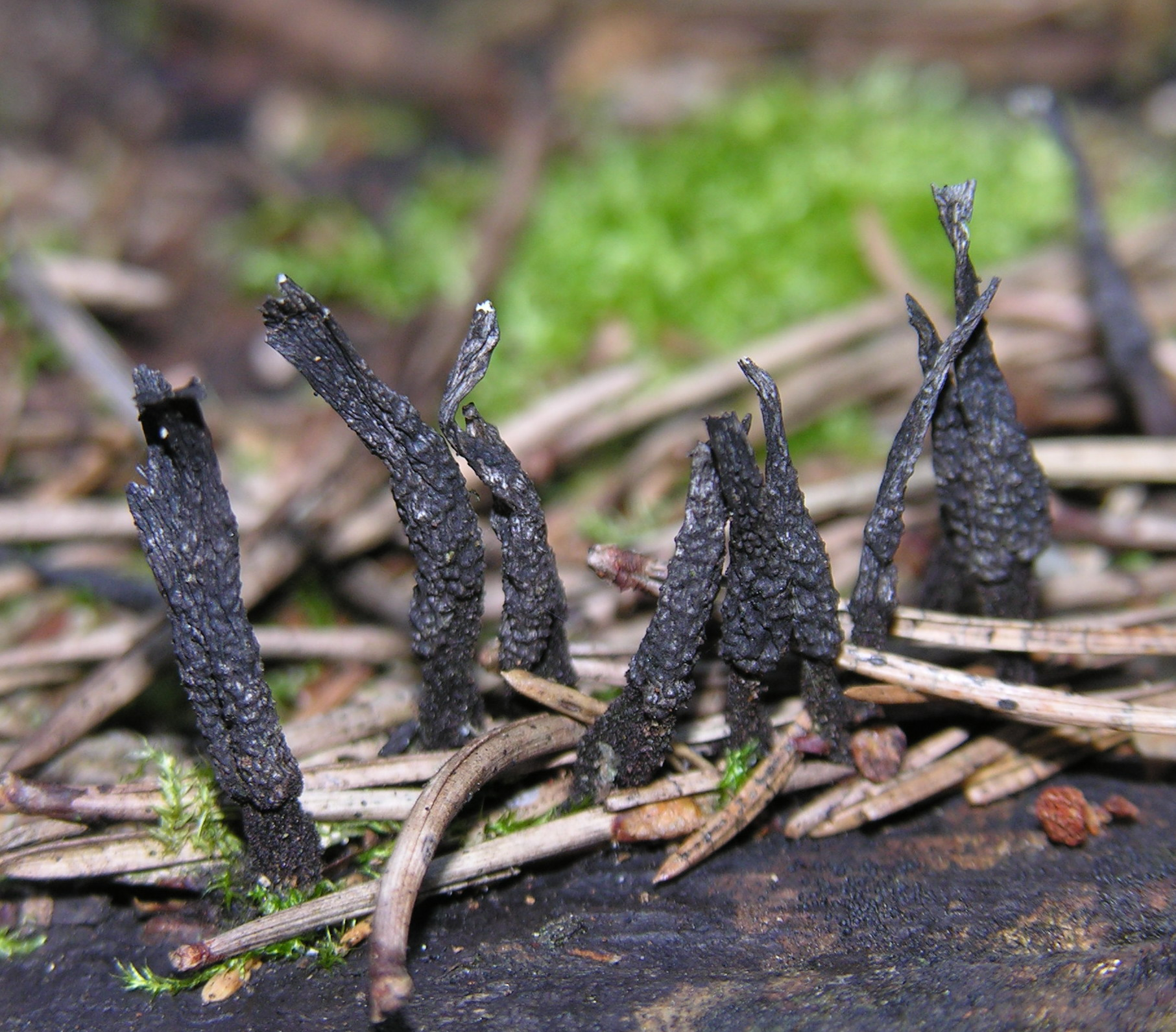
Xylaria sp. (Ascomycetes, Sphaeriales)
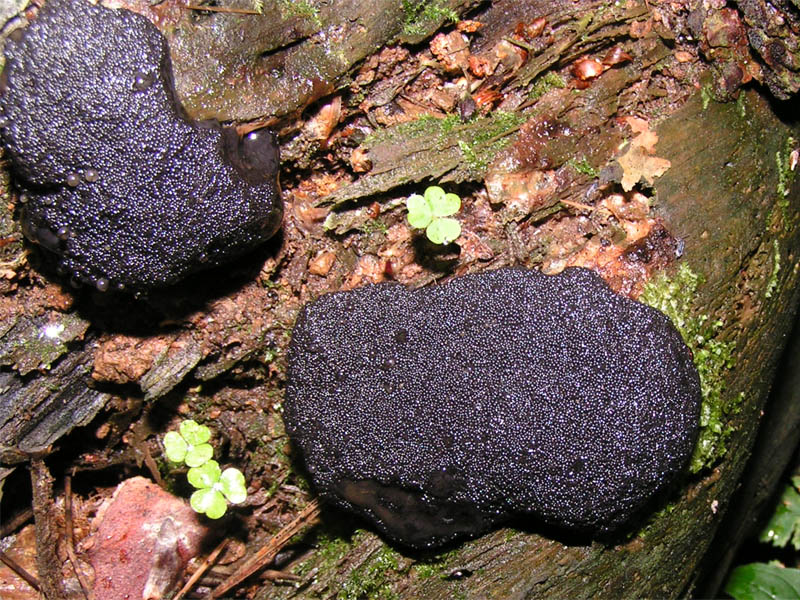
Camarops polysperma (Ascomycetes, Boliniaceae)
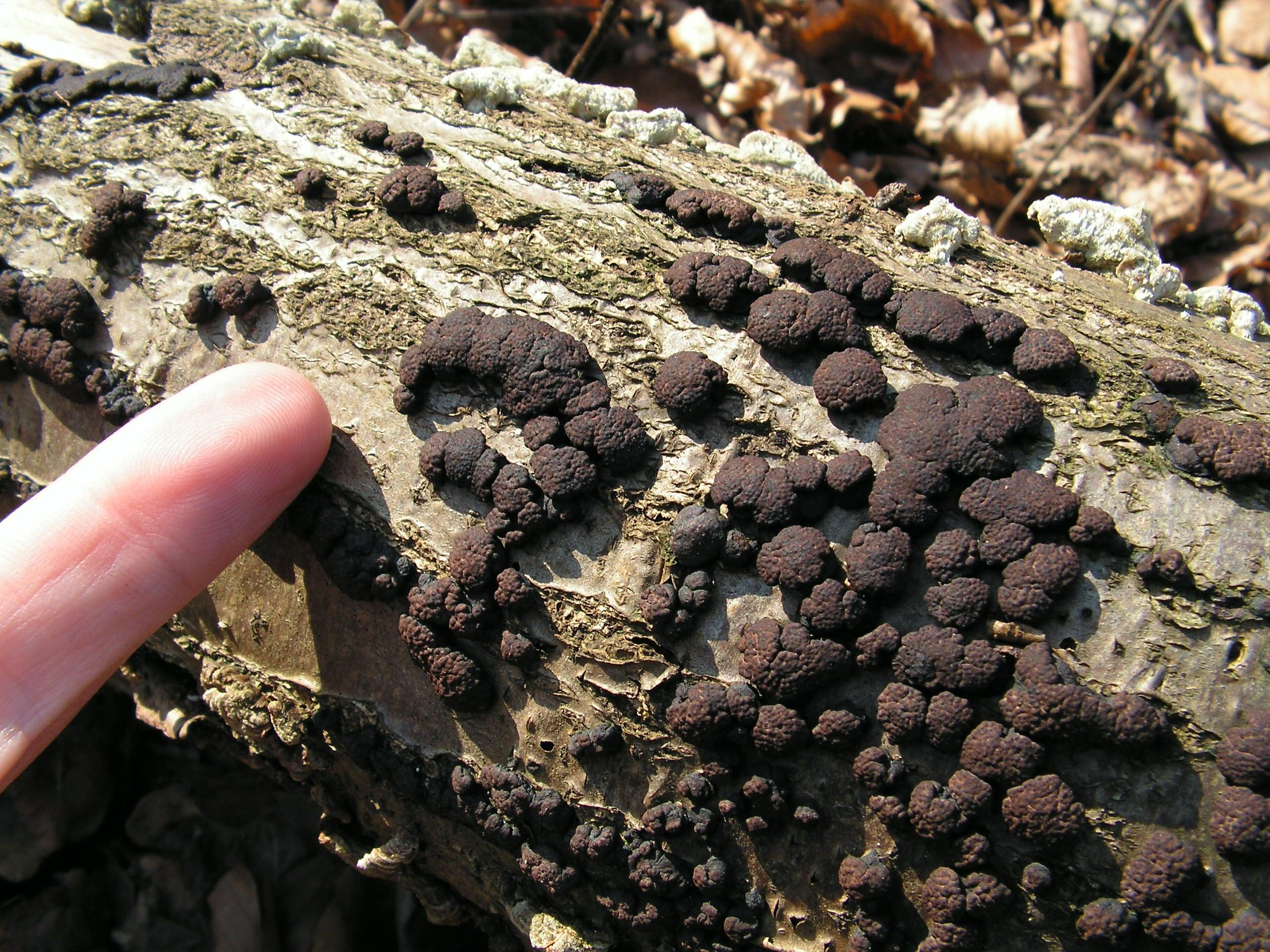
Hypoxylon fragiforme (Ascomycetes, Xylariales, Xylariaceae)
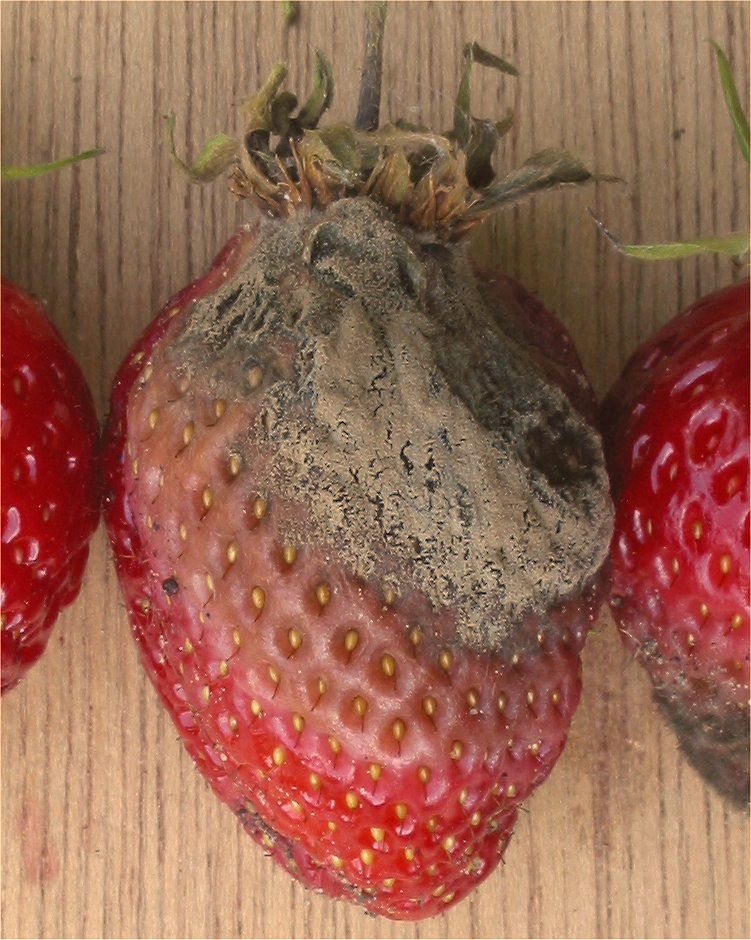
Botrytis cinerea (Ascomycetes, Helotiales, Sclerotiniaceae)
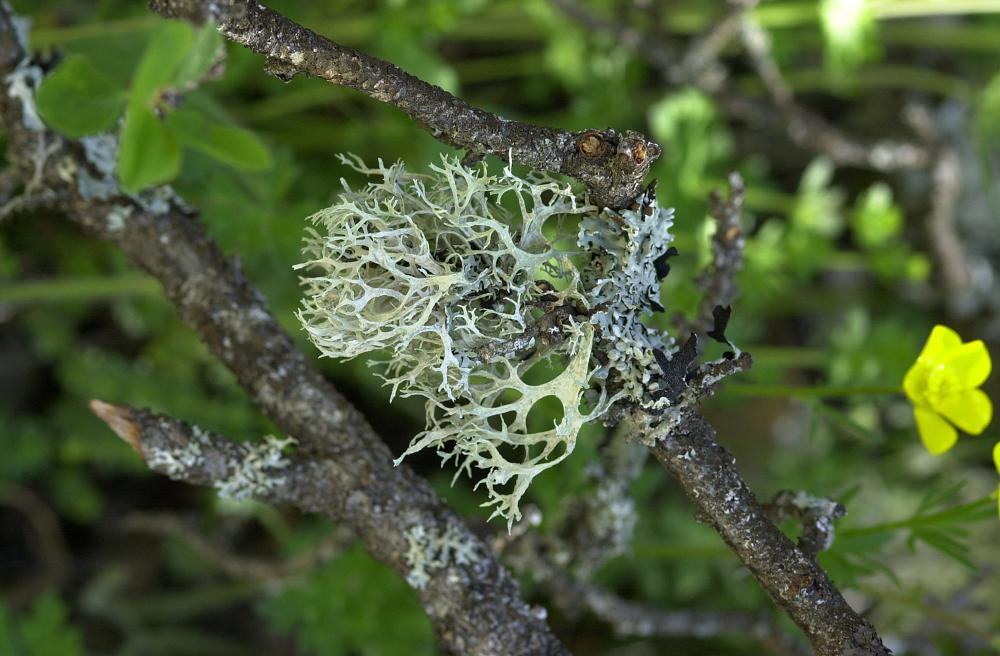
Lichen foliacé (Evernia prunastri, Lecanoromycetes, Lecanorales, Parmeliaceae)
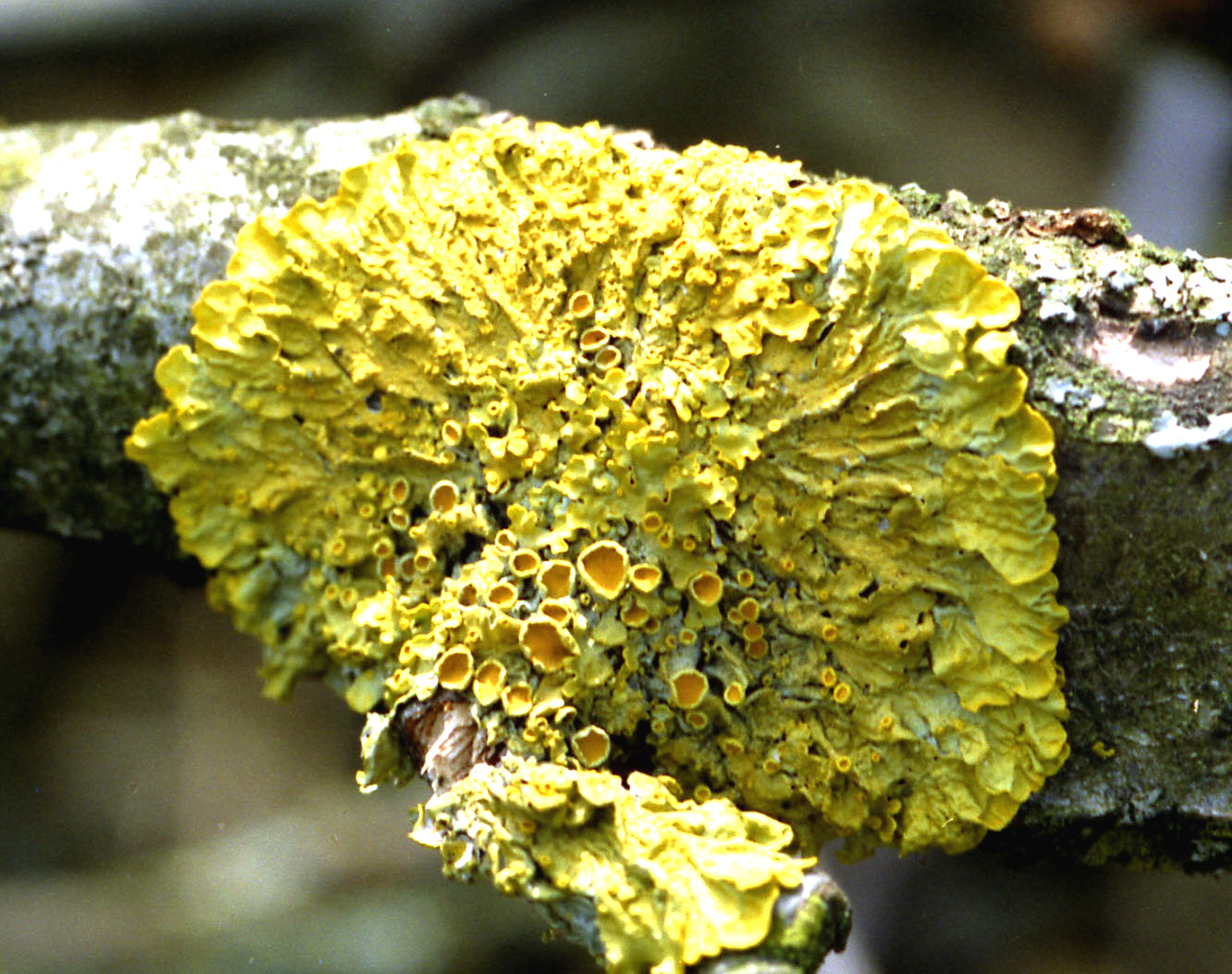
Xanthoria parietina (Lecanoromycetes, Lecanorales, Parmeliaceae)
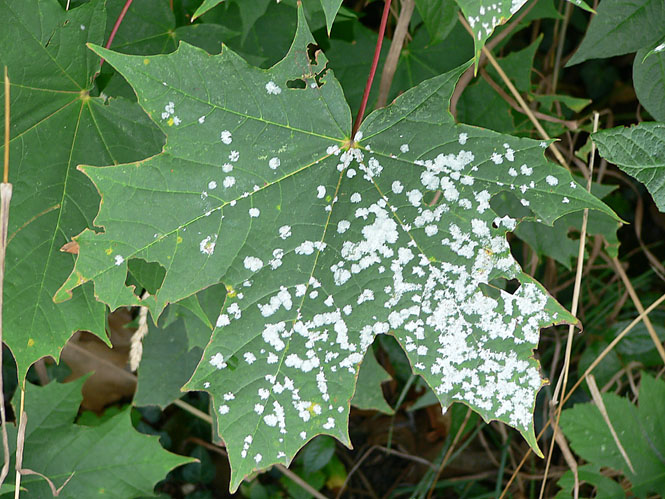
Uncinula tulasnei (Pezizomycotina, Erysiphales, Erysiphaceae)
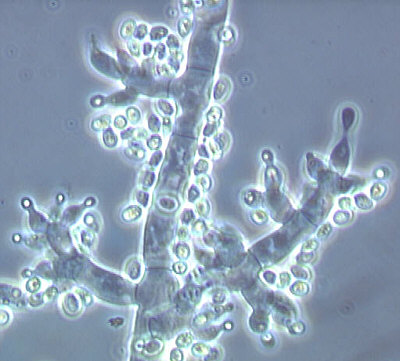
Trichoderma fertile (Ascomycetes, Hypocreales, Hypocreaceae)

## En savoir plus

### Sources bibliographiques de référence
- Conrad L. Schoch, Z. Wang, J.P. Townsend et J.W. Spatafora : « Geoglossomycetes cl. nov., Geoglossales ord. nov. and taxa above class rank in the Ascomycota Tree of Life », Persoonia, vol. 22, 2009, pp. 129-138
- Conrad L. Schoch, Gi-Ho Sung, Francesc López-Giráldez, Jeffrey P. Townsend, Jolanta Miadlikowska, Valérie Hofstetter, Barbara Robbertse, P. Branton Matheny, Frank Kauff, Zheng Wang, Cécile Gueidan, Rachael M. Andrie, Kristin Trippe, Linda M. Ciufetti, Anja Wynns, Emily Fraker, Brendan P. Hodkinson, Gregory Bonito, Johannes Z. Groenewald, Mahdi Arzanlou, G. Sybren de Hoog, Pedro W. Crous, David Hewitt, Donald H. Pfister, Kristin Peterson, Marieka Gryzenhout, Michael J. Wingfield, André Aptroot, Sung-Oui Suh, Meredith Blackwell, David M. Hillis, Gareth W. Griffith, Lisa A. Castlebury, Amy Y. Rossman, H. Thorsten Lumbsch, Robert Lücking, Burkhard Büdel, Alexandra Rauhut, Paul Diederich, Damien Ertz, David M. Geiser, Kentaro Hosaka, Patrik Inderbitzin, Jan Kohlmeyer, Brigitte Volkmann-Kohlmeyer, Lizel Mostert, Kerry O'Donnell, Harrie Sipman, Jack D. Rogers, Robert A. Shoemaker, Junta Sugiyama, Richard C. Summerbell, Wendy Untereiner, Peter R. Johnston, Soili Stenroos, Alga Zuccaro, Paul S. Dyer, Peter D. Crittenden, Mariette S. Cole, Karen Hansen, James M. Trappe, Rebecca Yahr, François Lutzoni et Joseph W. Spatafora : « The Ascomycota Tree of Life: A Phylum-wide Phylogeny Clarifies the Origin and Evolution of Fundamental Reproductive and Ecological Traits », Syst. Biol., vol. 58, n°2, 2009, pp. 224–239
- Timothy Y. James, Frank Kauff, Conrad L. Schoch, P. Brandon Matheny, Valérie Hofstetter, Cymon J. Cox, Gail Celio, Cécile Gueidan, Emily Fraker, Jolanta Miadlikowska, H. Thorsten Lumbsch, Alexandra Rauhut, Valérie Reeb, A. Elizabeth Arnold, Anja Amtoft, Jason E. Stajich, Kentaro Hosaka, Gi-Ho Sung, Desiree Johnson, Ben O’Rourke, Michael Crockett, Manfred Binder, Judd M. Curtis, Jason C. Slot, Zheng Wang, Andrew W. Wilson, Arthur Schüßler, Joyce E. Longcore, Kerry O’Donnell, Sharon Mozley-Standridge, David Porter, Peter M. Letcher, Martha J. Powell, John W. Taylor, Merlin M. White, Gareth W. Griffith, David R. Davies, Richard A. Humber, Joseph B. Morton, Junta Sugiyama, Amy Y. Rossman, Jack D. Rogers, Don H. Pfister, David Hewitt, Karen Hansen, Sarah Hambleton, Robert A. Shoemaker, Jan Kohlmeyer, Brigitte Volkmann-Kohlmeyer, Robert A. Spotts, Maryna Serdani, Pedro W. Crous, Karen W. Hughes, Kenji Matsuura, Ewald Langer, Gitta Langer, Wendy A. Untereiner, Robert Lücking, Burkhard Büdel, David M. Geiser, André Aptroot, Paul Diederich, Imke Schmitt, Matthias Schultz, Rebecca Yahr, David S. Hibbett, François Lutzoni, David J. McLaughlin, Joseph W. Spatafora et Rytas Vilgalys : « Reconstructing the early evolution of Fungi using a six-gene phylogeny », Nature, vol. 443, 2006, pp. 818-822

### Sources internet
- Assembling the Fungal Tree of Life
- Myconet